# 上山田站
上山田站（日语：／ Kami-Yamada eki */?）是位於福岡縣山田市（現時：嘉麻市）上山田杉町，九州旅客鐵道（JR九州）上山田線的鐵路車站（廢站）。

## 歷史
- 1898年（明治31年）2月8日：九州鐵道開設此站[1]。
- 1907年（明治40年）7月1日：九州鐵道被國有化（日语：鉄道国有法），成為國有鐵道的車站[1]。
- 1909年（明治42年）10月12日：若松站至上山田站之間定名為筑豐本線。此站成為筑豐本線的車站。
- 1929年（昭和4年）12月7日：筑豐本線飯塚站至上山田站之間分拆為上山田線。此站成為上山田線車站。
- 1966年（昭和41年）3月10日：基於油須原線（日语：油須原線）的構想，上山田線從此站延伸至豐前川崎站，使此站成為中途站。同日，漆生線漆生站至下山田站之間開通，事實上此站成為兩線的轉乘站。
- 1980年（昭和55年）3月31日：結束貨運業務[1]。
- 1984年（昭和59年）2月1日：結束行李起卸業務[1]。
- 1986年（昭和61年）4月1日：漆生線全線（下鴨生站至下山田站之間）廢除。
- 1987年（昭和62年）4月1日：因國鐵分割民營化，此站成為九州旅客鐵道的車站[1]。
- 1988年（昭和63年）9月1日：隨著上山田線全線廢除，此站也被廢除[1]。

## 車站構造
此站為地面車站，設有2面2線的相對式月台和數條側線。此站是直營車站，站內設有商店（Kiosk）。該商店一直營業至上山田線廢除為止。曾經此站可裝載煤炭。

## 運行形態
此站長久以來都是上山田線的終點站。後來在1966年（昭和41年）延伸至豐前川崎站時才成為中途站。但是此站向兩方向的交通需求差異較大，飯塚站方向的班次比較多，相對熊畑站與豐前川崎站方向的班次較少。舉例截至1978年（昭和53年），每日設有15班列車前往飯塚/漆生方向（上山田線/漆生線列車），但是只有4班列車前往豐前川崎方向。另外，來往飯塚的上山田線不會繼續前往豐前川崎站，來往豐前川崎站的列車絕大部分都是漆生線直通列車。

## 運輸量、收入
| 年度 | 客量（人） | 貨物量（公噸） | 客運收入（日圓） | 貨運收入（日圓） |
| ---- | ---------- | -------------- | ---------------- | ---------------- |
| 1924 | 126,973    | 297,010        | 38,087           | 388,902          |
| 1928 | 164,659    | 376,054        | 49,274           | 507,002          |
| 1931 | 121,118    | 370,006        | 32,477           | 507,789          |
| 1935 | 169,098    | 823,755        | 46,673           | 1,148,840        |

- 資料取自各年度版《福岡縣統計書》

## 車站周邊
- 嘉麻市政廳山田分所
- 大法山
- 福岡縣立山田高等學校（日语：福岡県立山田高等学校）
- 嘉麻市立山田中學（日语：嘉麻市立山田中学校）
- 嘉麻市立上山田小學
- 嘉麻市立大橋小學
- 日本赤十字社筑前山田醫院
- 上山田郵局（日语：上山田郵便局）
- 國道322號（日语：国道322号）
- 國道322號山田繞道

## 現狀
在廢站後至1999年（平成11年）前，車站遺址變成了嘉穗交通山田分社。該公司於當時設有替代巴士服務。而現時變為山田生涯學習館、圖書館。

## 其他
- 電視動畫《山田君（日语：おじゃまんが山田くん）》（富士電視網）的第48隻（1981年8月30日播映）中，主角（故事設定是山田市出身）的三弟到訪祖母屋之際，曾經出現了於此站下車的一幕。

## 相鄰車站
九州旅客鐵道（JR九州）
上山田線
下山田－上山田－熊畑

## 注腳
1. 1 2 3 4 5 6 7 8  石野哲 (编).  初版. JTB. 1998-10-01: 803. ISBN 978-4-533-02980-6 （日语）.
2. 1 2  《1978年10月号「「ごおさんとお」白紙改正の時刻表」 時刻表復刻版》JTB出版，213頁

## 相關項目
- 日本鐵路車站列表 Ka